# 파르미자나

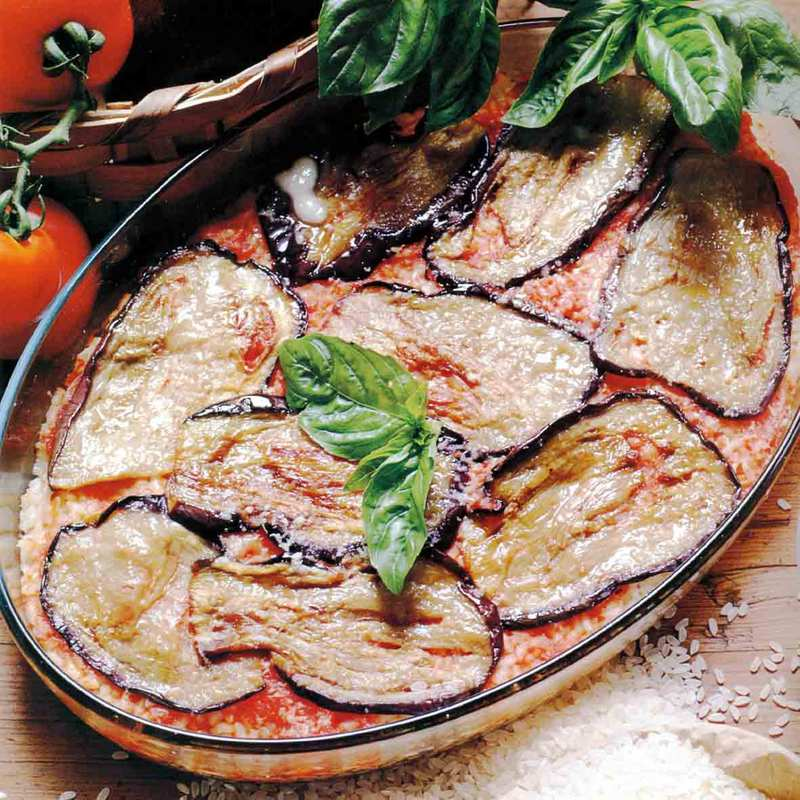

파르미자나는 치즈 또는 토마토 소스를 발라서 얇게 썰거나 튀긴 가지로 구운 음식이다.

## 준비
음식은 앏게 썬 가지, 기름에 튀긴 빵, 토마토 소스와 치즈로 층을 이루고 오븐에서 구워진다. 일부 측면에서는 얇게 썬 채소를 먼저 삶은 계란에 담그고 튀기기 전에 밀가루 또는 빵가루를 묻힌다. 일부 요리법은 파르미자노 레자노와 같은 딱딱한 치즈를 사용하지만, 일부는 모차렐라와 같은 더 부드러운 치즈를 사용한다.

## 같이 보기
- 카르네 피자이올라